# Scott Arfield
Scott Arfield (* 1. November 1988 in Livingston) ist ein kanadisch-schottischer Fußballspieler, der beim FC Falkirk unter Vertrag steht.

## Karriere

### Vereine
Scott Arfield begann seine Karriere bei Murieston United einem Stadtteilverein aus seiner Geburtsstadt Livingston. Danach spielte er bis zum Jahr 2007 in der Jugend des FC Falkirk etwa 19 km nordwestlich von Livingston gelegen. Am 1. Spieltag der Saison 2007/08 gab Arfield sein Profidebüt für den Erstligisten gegen den FC Gretna, als er für Arnau Riera eingewechselt wurde. Mit Falkirk erreichte Arfield 2009 das Schottische Pokalfinale das gegen die Glasgow Rangers verloren wurde. Als unterlegener Pokalfinalist nahm der Verein in der folgenden Saison an der Europa League teil. Nachdem der Verein am Ende der Saison 2009/10 als Tabellenletzter abgestiegen war, wechselte Arfield nach drei Spielzeiten als Leistungsträger und Stammspieler nach England zum dortigen Drittligisten Huddersfield Town. In der zweiten Saison gelang der Aufstieg in die Zweite englische Liga. Nach einem Jahr in der Championship mit Huddersfield wechselte Arfield im Jahr 2013 zum Ligakonkurrenten FC Burnley. Dort feierte er 2014 und 2016 zweimal den Aufstieg in die Premier League.
Im Mai 2018 unterzeichnete Arfield einen Vierjahresvertrag bei den Glasgow Rangers und wurde damit die erste Neuverpflichtung von Steven Gerrard.

#### Nationalmannschaft

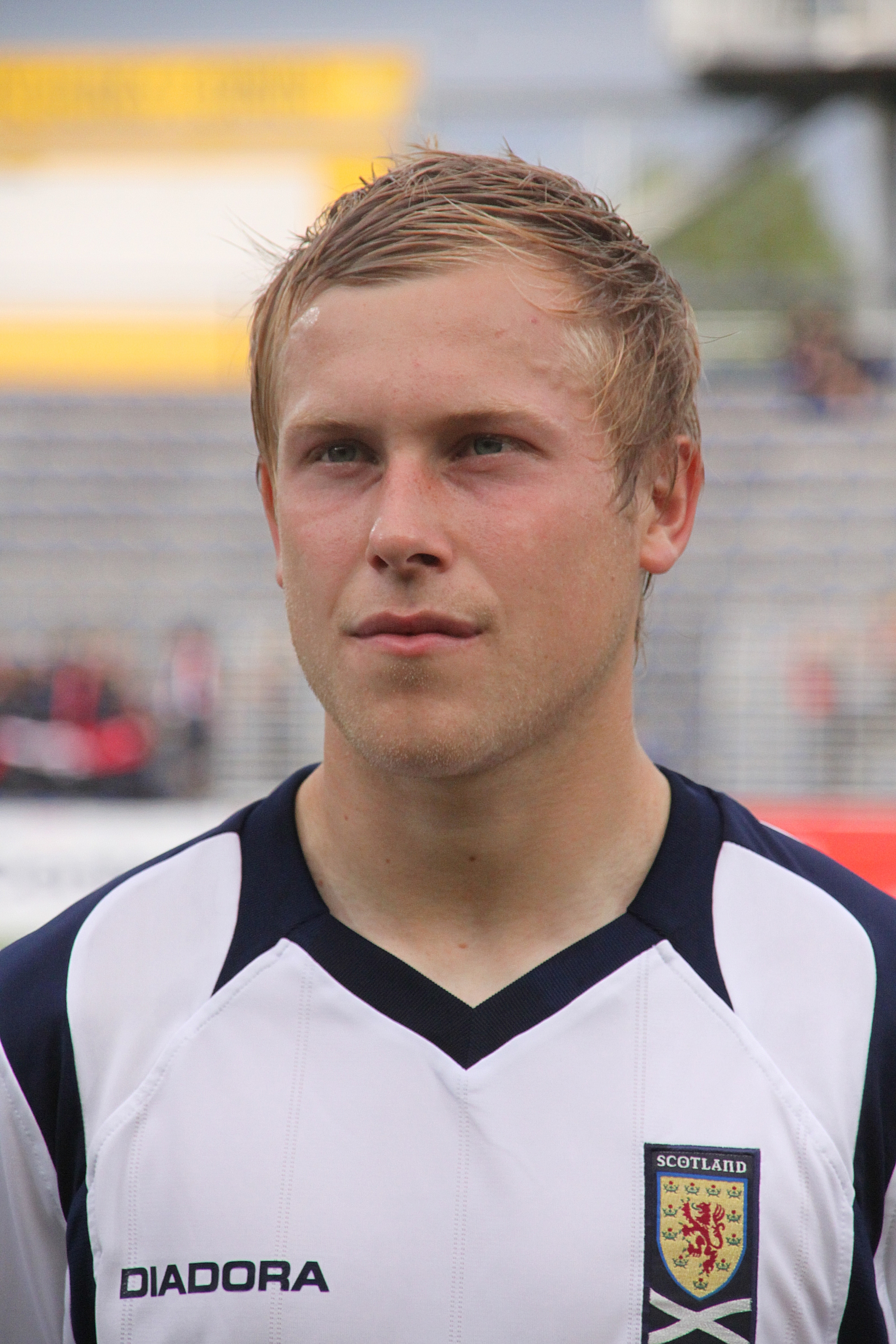
Arfield im Trikot von Schottland

Der gebürtige Schotte Arfield debütierte im Februar 2007 in der Schottischen U-19 gegen Österreich. Nach einem weiteren Einsatz in dieser Altersklasse im selben Monat gegen Norwegen, kam er ab Oktober 2007 in der U-21 zum Einsatz. Sein Debüt gab er dabei gegen die Niederlande, als er für Rocco Quinn eingewechselt wurde. Im März 2016 wurde Arfield, dessen Vater aus dem kanadischen Toronto stammt, in den Kader der Kanadischen A-Nationalmannschaft berufen. Sein Debüt gab er im WM-Qualifikationsspiel gegen Mexiko in Vancouver. Im Jahr 2017 nahm er mit der Nationalmannschaft am Gold Cup in den Vereinigten Staaten teil und erreichte das Viertelfinale.

### Erfolge
FC Burnley
- Englischer Zweitligameister: 2016

Glasgow Rangers
- Schottischer Meister: 2021
- Schottischer Pokalsieger: 2022
- UEFA-Europa-League-Finalist: 2022